# بطولة العالم لكرة الطائرة للسيدات 1967
أقيمت بطولة العالم لكرة الطائرة للسيدات 1967 في نسختها الخامسة في طوكيو في اليابان في الفترة من 25 يناير وإلى 29 يناير 1967.

## الترتيب النهائي
| 1. اليابان 2. الولايات المتحدة 3. كوريا الجنوبية 4. بيرو | \| بطولة العالم لكرة الطائرة للسيدات 1967 \| \| -------------------------------------- \| \| · اليابان · للمرة الثانية \| |
| بطولة العالم لكرة الطائرة للسيدات 1967                   | |
| · اليابان · للمرة الثانية                                | |

## روابط إضافية
- الاتحاد الدولي لكرة الطائرة